# Peter Karlsson (Leichtathlet)
Jim Peter Karlsson (* 23. November 1970 in Göteborg) ist ein schwedischer Leichtathlet und Olympiateilnehmer.
Als Sprinter hat Peter Karlsson eine Bestleistung im 100-Meter-Lauf von 10,18 aus dem Jahr 1996. Diese Leistung bedeutet auch heute noch schwedischen Rekord. Mit 4,0 m Rückenwind schaffte er 1995 sogar eine Zeit unter 10 Sekunden (9,98).
Mit der schwedischen 4-mal-100-Meter-Staffel erreichte er bei internationalen Meisterschaften dreimal ein Finale, eine Medaille blieb ihm aber verwehrt:
- 1994: Europameisterschaften: Platz 4
- 1996: Olympische Spiele: Platz 5
- 1998: Europameisterschaften: Platz 6